# Spanische Beteiligung am Krieg in Afghanistan
Die Beteiligung Spaniens  am Krieg in Afghanistan begann am 27. Dezember 2001 mit einem Beschluss des spanischen Ministerrats. Die Spanischen Streitkräfte waren an der Operation Enduring Freedom beteiligt und sie wurden im Rahmen der ISAF als ASPFOR (Afghanistan SPanish FORce) erst in Kabul stationiert, dann folgten ein Einsatz im Westen Afghanistans. Neben spanischen Soldaten sind auch Polizisten der Guardia Civil als Trainer für afghanische Polizeikräfte im Einsatz.

## Einsatz
Bis zum 6. November 2011 kamen in Afghanistan 34 Soldaten der Spanischen Streitkräfte zu Tode, des Weiteren zwei Angehörige der Guardia Civil. Bei einem Flugzeugabsturz im Mai 2003 in der Türkei starben auf dem Flug von Afghanistan nach Spanien 62 Spanier (40 Soldaten des Heeres, 21 Soldaten der Luftwaffe und 1 Angehöriger der Guardia Civil) und 12 Mann der ukrainischen Besatzung.
Eine größere militärische Operationen mit spanischer Beteiligung war:
- Schlacht bei Sabzak 3.–4. September 2009

## Geschichte
Nachdem der UN-Sicherheitsrat am 20. Dezember 2001 ein Mandat (ISAF) beschlossen hatte, billigte am 27. Dezember 2001 der spanische Ministerrat (Consejo de Ministros) die Teilnahme von maximal 485 Soldaten aus Heer und Luftwaffe an der internationalen ISAF-Mission. 
Das erste Kontingent (ASPFOR I) traf am 25. und 27. Januar 2002 in Kabul ein. Das spanische Kontingent betrieb auch ein mobiles Krankenhaus auf der Bagram Air Base von Februar bis September 2002.
Am 26. Mai 2003 stürzte ein Transportflugzeug in der Türkei ab, wobei 62 Spanier starben.
Am 11. März 2004 wurden in Madrid eine Serie von Zuganschlägen verübt, bei denen 191 Personen getötet und über 2000 Personen verwundet wurden. Die spanische Regierung, mit Zustimmung der Mehrheit des Kongresses der Abgeordneten, erhöhte im Juli 2004 die Zahl der Soldaten von maximal 450 Soldaten auf maximal 540 Soldaten. Zur gleichen Zeit zog der neu gewählte Ministerpräsident Zapatero die spanischen Soldaten aus dem Irakkrieg ab. 
Zur Präsidentenwahl vom 9. Oktober 2004 wurde das Kontingent ASPFOR IX auf 950 Soldaten, aus Armee und Luftwaffe (vier Hubschrauber), erhöht. Die Spanier stellten für etwa 8 Wochen die in Herat stationierte etwa 400 Mann starke ISAF Quick Reaction Force. Das Kontingent war stationiert in Kabul und Mazar e Sharif. Im Mai 2005 übernahm Spanien das Provincial Reconstruction Team (PRT) in der Provinz Badghis und baute den eigenen Hauptstützpunkt General Urrutia in der Provinzhauptstadt Qala-i-Naw auf. Spanien übernahm die Führung des Logistikzentrums (eng.: Forward Support Base) in Herat, von dem aus auch die anderen drei PRTs im von Italien geführten Regionalkommando West (RC-W) der ISAF versorgt werden. Weiterhin übernahm Spanien Aufgaben im Hauptquartier in Kabul, in Herat und bei der Ausbildung afghanischer Sicherheitskräfte.
Am 16. August 2005, stürzte ein spanischer Helikopter im Westen von Afghanistan ab, wobei 17 Soldaten starben.
Im Frühjahr 2007 begannen die Taliban in die Provinz Badghis und die Nachbarprovinz Faryab einzusickern. Dies galt insbesondere für die nördlichen Distrikte Bala Murghab und Ghormach, an der Grenze zur Provinz Faryab, die mehrheitlich von Paschtunen (sonst leben hauptsächlich Tadschiken in der Provinz) bewohnt und weit vom nächsten spanischen ISAF-Stützpunkt im Süden entfernt waren. Der Distrikt Ghormach wurde deshalb nach mehreren schweren Gefechten aus der Zuständigkeit des RC-W in die Zuständigkeit des RC-N übergeben (siehe auch Operation Karez) und in Murghab wurde ein Stützpunkt neu aufgebaut, wo Italiener, US-Amerikaner und Afghanen stationiert wurden.
Am 8. Oktober 2007 wurde der Mann exekutiert, der im November 2004 zu Tote verurteilt wurde, weil er im November 2001, den spanischen Journalisten Julio Fuentes, eine italienische Journalistin, einen australischen Kameramann und einen afghanischen Fotografen ermordete.
Am 27. November 2008 gerieten etwa 200 afghanische Soldaten in einen Hinterhalt, als sie von Qala-i-Naw nach Balamorghab unterwegs waren. Nach mehrstündigem Kampf und erst nachdem afghanische Verstärkung per Helikopter eintraf, endete die Auseinandersetzung bei der 9 Soldaten und 5 Polizisten getötet und 20 verschleppt wurden.
Zur Präsidentschaftswahl in Afghanistan im August 2009 verstärkte Spanien kurzfristig die eigene Truppenzahl um 450 Soldaten. Am 3. September wurden etwa 100 spanische Soldaten bei der Verteidigung eines Passes zwischen Qala-i-Naw und Herat angegriffen und während eines sechsstündigen Kampfs töteten sie 13 Angreifer.
Die Spanischen Streitkräfte setzten im November 2009 erstmals den gegen Minen geschützten Transportpanzer RG-31 Mk5E Nyala ein. 

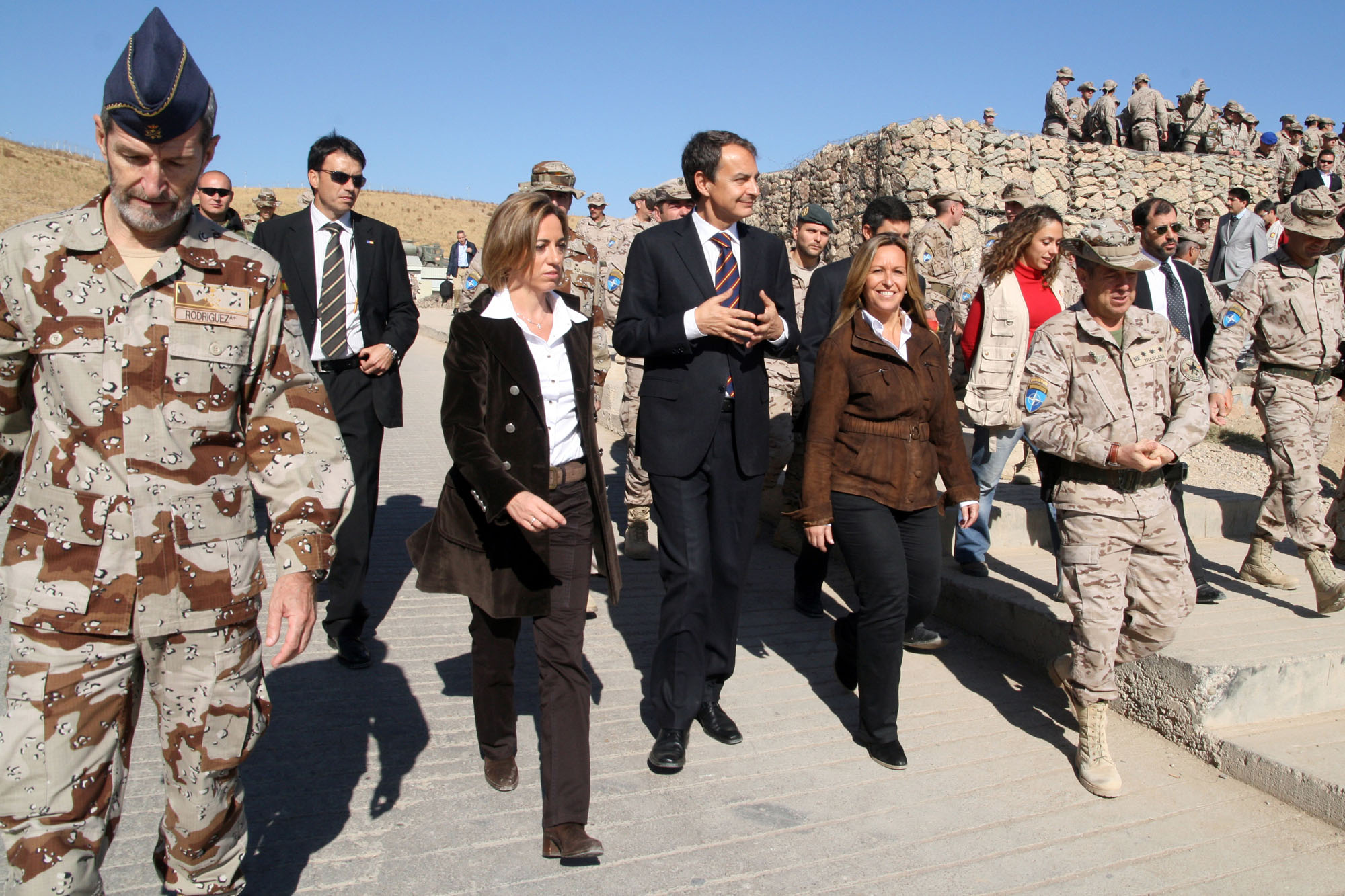
Verteidigungsministerin Chacón, Ministerpräsident Zapatero, Ministerin für Auswärtige Angelegenheiten und Zusammenarbeit Trinidad Jiménez mit spanischen Soldaten, Provinz Badghis, 6. November 2010

Spanien erhöhte als Reaktion auf die von der NATO beschlossenen Strategieänderung die maximal mögliche Truppenzahl am Jahresanfang 2010 um 511 Soldaten auf 1.600 Soldaten, unter anderem zur Verstärkung der Ausbildung der afghanischen Soldaten. Im September 2010, hatte das spanische Kontingent damit einen personellen Umfang von 1.521 Soldaten und 40 Zivilisten.
Im Juli 2010 wurde das neue spanisch Militärlager Ruy González de Clavijo in Qala-i-Naw eröffnet.
Am 25. August 2010 wurden zwei Angehörige der Guardia Civil und ihr spanischer Übersetzer vom afghanischen Fahrer eines afghanischen Polizisten im Lager bei Qala-i-Naw getötet. Anschließend bestürmte eine aufgebrachte Menschenmenge das Lager. Am Tag zuvor hatte eine Gruppe von 25 Taliban ihre Waffen im Spanischen Lager abgegeben, um wieder integriert zu werden. In den folgenden Wochen wurden insgesamt zehn Personen in den Orten Muqur und Sang Atesh (60 km nördlich von Qala-i-Naw) festgenommen.
Im März 2011 errichteten spanische Truppen einen Außenposten bei Darrah-e Bum in der Provinz Badghis, um dort die Bauarbeiten an der ganz Afghanistan umfassende Ring Road abzusichern.
Am 23. Mai 2011 übergaben 116 Taliban im Süden der Provinz Badghis ihre Waffen an die Regierung.
Die Übergabe der Verantwortung für die Sicherheit an afghanische Sicherheitskräfte wird in der Provinz Herat 2011 beginnen und sich 2012 mit der Provinz Badghis fortsetzen.

## Kosten
Die spanische Regierung gab 2006 bekannt, in den kommenden fünf Jahren 150 Millionen Euro in Afghanistan auszugeben.